# Vitalsana
Die Versandapotheke Vitalsana B. V. war eine niederländische Versandapotheke. Die Bestellungen waren telefonisch über eine Servicehotline, schriftlich per Bestellschein oder über den Webshop im Internet möglich.
Am  31. Oktober 2020 wurde die Apotheke durch den Mutterkonzern Zur Rose stillgelegt.

## Geschichte
Das Unternehmen wurde im Jahr 2008 gegründet und gehörte bis zur Schlecker-Insolvenz Anfang 2012 zum Konzern.
Im Rahmen eines Management-Buy-outs im September 2012 wurde Vitalsana durch ehemalige Mitarbeiter übernommen und neu ausgerichtet.
Am 19. September 2016 wurde bekannt, dass der Werbekonzern Ströer Vitalsana und den dazugehörenden Pharmagroßhändler ApDG gekauft hat und damit seinen Bereich „Health & Beauty“, zu dem zuvor bereits andere Unternehmen wie M. Asam hinzugekauft wurden, ausbaut.
Standort von Vitalsana war Heerlen (Niederlande) unweit der deutschen Grenze, rund 15 km von Aachen entfernt.
Vitalsana erwirtschaftete 2016 einem Umsatz von rund 30 Millionen Euro.
2017 wurde Vitalsana von der Zur Rose Group übernommen und 2020 aufgelöst.

## Unternehmensfakten
Am Stammsitz in Heerlen betrieb Vitalsana eine klassische stationäre Apotheke nach niederländischem Recht und ein Versandzentrum, leitender Apotheker vor Ort war Jaques Waterval.
Vitalsana war auch für die Belieferung von Kunden in Deutschland auf dem Versandweg zugelassen. Nach eigenen Angaben (Stand: 2010) hatte Vitalsana mehr als eine Million Kunden.
Vitalsana war Mitglied im Verband der Europäischen Versandapotheken (European Association of Mail-Service Pharmacies, EAMSP).
Das Oberlandesgericht Stuttgart (OLG) verbot 2012, eine pharmazeutische Beratung nur über eine kostenpflichtige Hotline anzubieten. Zudem untersagte das Gericht Vitalsana, Einkaufsgutscheine an Kunden zu verschenken, wenn diese in der Versandapotheke rezeptpflichtige Arzneimittel bestellten. Hinsichtlich der Frage der Betriebserlaubnis hob der Bundesgerichtshof das Urteil der Vorinstanz auf und verwies dies an das OLG zurück. Dieses Verfahren vor dem OLG Stuttgart wurde durch einen Vergleich 2013 beendet.